# Jalingo
Jalingo è una local government area e città nigeriana, capitale dello stato federato di Taraba.